# باربورا كرجتشيكوفا
باربورا كرجتشيكوفا (بالتشيكية: Barbora Krejčíková)‏ مواليد 18 ديسمبر 1995 في برنو، هي لاعبة كرة مضرب تشيكية وتحتل حالياً المرتبة 187 (21 مارس 2016) في تصنيف رابطة محترفات كرة المضرب. هي إحدى بطلات الجراند سلام. أعلى تصنيف لها في الفردي كان 140. أعلى تصنيف لها في الزوجي كان 51.

## النهائيات

### الفردي
| الحصيلة | التاريخ        | الدورة           | الأرضية    | المنافس           | النتيجة            |
| ------- | -------------- | ---------------- | ---------- | ----------------- | ------------------ |
| الوصافة | 17 مارس 2014   | أنطاليا، تركيا   | صلبة       | دينيزا ألرتوفا    | 3–6, 2–6           |
| الفوز   | 16 يونيو 2014  | برشيروف، التشيك  | ترابية     | لينكا جريكوفا     | 6–3, 6–4           |
| الفوز   | 30 يونيو 2014  | تورون، بولندا    | ترابية     | ماريا سكاري       | 6–4, 6–1           |
| الفوز   | 27 أكتوبر 2014 | إسطنبول، تركيا   | صلبة       | فيكتوريا غولوبيتش | 6–1, 6–4           |
| الوصافة | 23 فبراير 2015 | بيناسكو، إيطاليا | ترابية (i) | كريستينا كوكوفا   | 4–6, 6–7(3–7)      |
| الفوز   | 13 يوليو 2015  | أولوموتس، التشيك | ترابية     | بيترا سيتكوفسكا   | 3–6, 6–4, 7–6(7–5) |
| الوصافة | 3 أغسطس 2015   | بلزن، التشيك     | ترابية     | أندريا هلافسكوفا  | 6–3, 2–6, 3–6      |

## روابط خارجية
- باربورا كرجتشيكوفا على موقع رابطة محترفات التنس (الإنجليزية)
- باربورا كرجتشيكوفا على موقع الاتحاد الدولي لكرة المضرب (الإنجليزية)
- باربورا كرجتشيكوفا على موقع كأس بيلي جين كينغ (الإنجليزية)
- باربورا كرجتشيكوفا على موقع بطولة ويمبلدون (الإنجليزية)
- باربورا كرجتشيكوفا على موقع خلاصة التنس.كوم (الإنجليزية)
- باربورا كرجتشيكوفا على موقع إي إس بي إن.كوم (الإنجليزية)
- باربورا كرجتشيكوفا على موقع اللجنة الأولمبية الدولية (الإنجليزية)
- باربورا كرجتشيكوفا على موقع أوليمبيديا (الإنجليزية)
- باربورا كرجتشيكوفا على موقع اللجنة الأولمبية التشيكية (التشيكية)